# Jean-Baptiste-Louis-Gaston de Noailles
Jean-Baptiste-Louis-Gaston de Noailles (8 juillet 1669, Paris - 15 septembre 1720) fut un évêque de Châlons-sur-Marne.

## Biographie
Jean-Baptiste-Louis-Gaston est le 6e enfant et 5e fils de Anne de Noailles et de sa femme Louise Boyer. Lorsque son frère ainé Louis Antoine de Noailles est transféré à l'archevêché de Paris il lui succède à la tête de la Domerie d'Aubrac de 1695 à 1706 et comme évêque de Chalons, siège pour lequel il reçoit ses bulles pontificales de confirmation le 2 avril 1696. Il est consacré le 20 mai suivant par son propre frère et prédécesseur. Pendant son épiscopat il fonde en 1697 un asile pour les « filles repenties » et fait enlever de la cathédrale une relique jugée « superstitieuse » (un prétendu Saint Ombilic) en 1707. La Grande famine de 1709 lui donne l'occasion de montrer sa charité; toutefois en 1714 il refuse comme son frère d'accepter la Bulle Unigenitus et meurt en septembre 1720 dans le manoir épiscopal de Sarry sans s'être rétracté.